# Megarthrus ras
Espèce
Megarthrus ras est une espèce de coléoptères de la famille des Staphylinidae et de la sous-famille des Proteininae.

## Répartition et habitat
Cette espèce est décrite du nord de l'Éthiopie.